# 海老責
海老責め（えびせめ）は、江戸時代に行われた拷問である。江戸幕府の『御定書百箇条』に定められた拷問で、笞打（むちうち）、石抱きという牢問（ろうどい、正規拷問の前段階の予備拷問）に屈せず罪状を認めない未決囚に施された。海老責めを行っても自白しない場合に「釣責（つるしぜめ）」が実施される。なお、笞打と石抱きは牢屋敷の穿鑿所で、海老責めと釣責は拷問蔵で行われる。

## 概要
囚衣を取り去り下穿きばかりにして、あぐらをかかせ後手に縛り上げ、両足首を結んだ縄を股をくぐらせて背から首の両側胸の前に掛け引いて絞り上げ縄尻を再び両足に連結して緊縛する。顎と足首が密着する二つ折りの姿勢となって床に前のめりに転がった形となる。海老が屈んだ姿に似ているので海老責めと呼ばれるという説があるが、体がうっ血で茹でた海老色になるのでそういうのだという説もある。この緊縛姿勢のまま3 - 4時間放置しておくのだが、最初は窮屈なばかりで、ほとんど苦痛というほどのものは感じない。しかし30分ばかりたつにつれて全身の血行が停滞してきて、云い難い苦痛に襲われるようになってくる。同時に箒尻（割った竹を麻糸で強固に補強した棒）による打撃が加えられることもあり、そうなると深刻な裂傷を負う可能性がある。
全身の皮膚が赤くなって非常な苦悶を示すが、やがて紫色に変じ、最後には蒼白となってくるので、その時が中止の潮時である。それ以上続けると生命の危険が生ずる。身体が麻痺した状態で動くこともままならず、牢屋に担ぎ込まれる。恢復には相当の日数がかかるので頻繁には施すことはできず、また実施するのも、笞打や石抱きを行ってから数日を経て身体が回復した後でなければならなかった。
苛烈な取締りにより「鬼勘解由」と恐れられた火付盗賊改方の長官、中山勘解由が天和3年（1683年）に凶賊・鶉権兵衛を責め落とすために考案した拷問法である。
江戸小伝馬町にあった牢屋敷のなかの拷問用土蔵で行われた。被疑者が気絶しそうになると水を浴びせ、砂を撒いて血を止め、拷問を継続した。拷問で死なせることは犯罪捜査においては｢自白が得られないのでやってはならない｣こととされてはいたが、実際に海老責めや石抱といった拷問まで進むのは余程に犯罪傾向が進んだ者と考えられていたので、拷問死もある程度は仕方ないこととされていた。
また察斗詰（さっとづめ）という制度があり、拷問で口を割らない容疑者は、老中の裁可を経た上で処刑することが認められていた。